# Apenboomfamilie

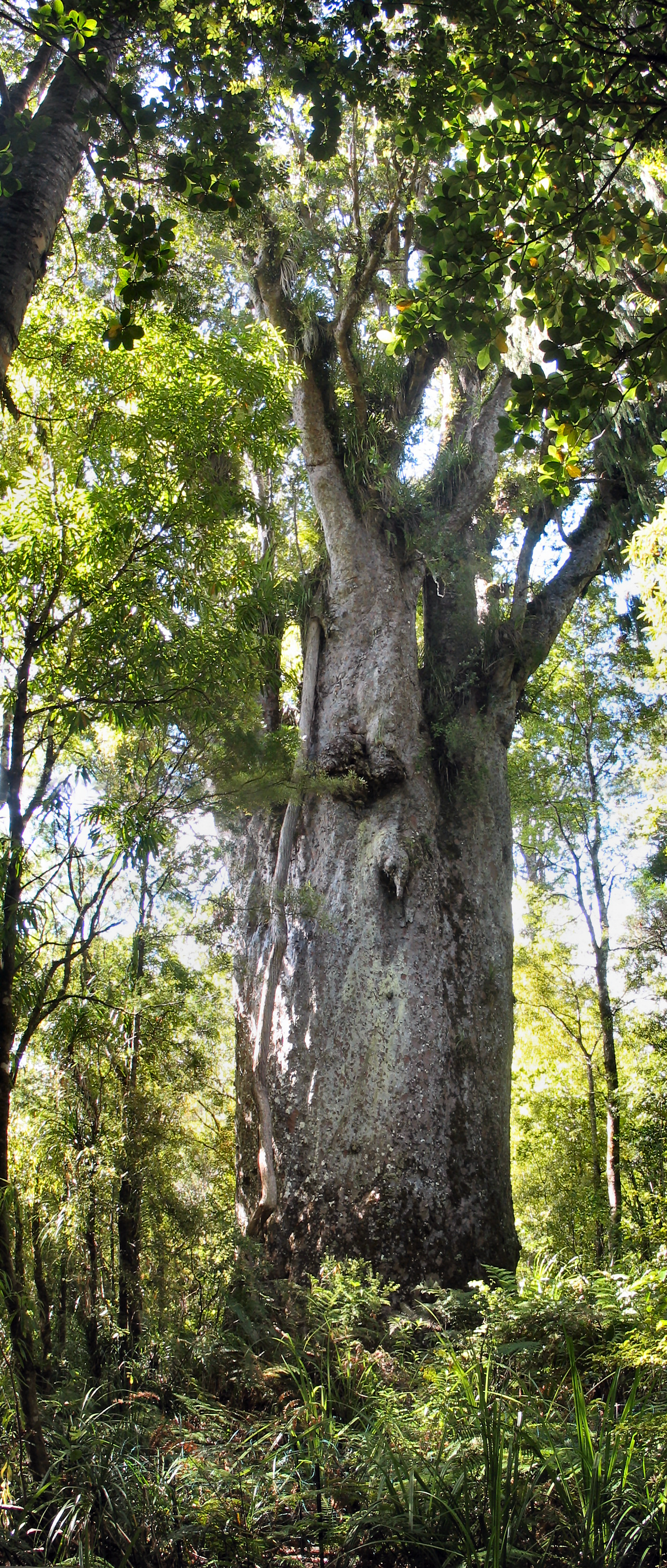
Te Matua Ngahere, een A. australis in Waipoua Forest, de tweede grootste boom van Nieuw-Zeeland, ook de hoogste boom, de Tāne Mahuta, is vlakbij gelegen.

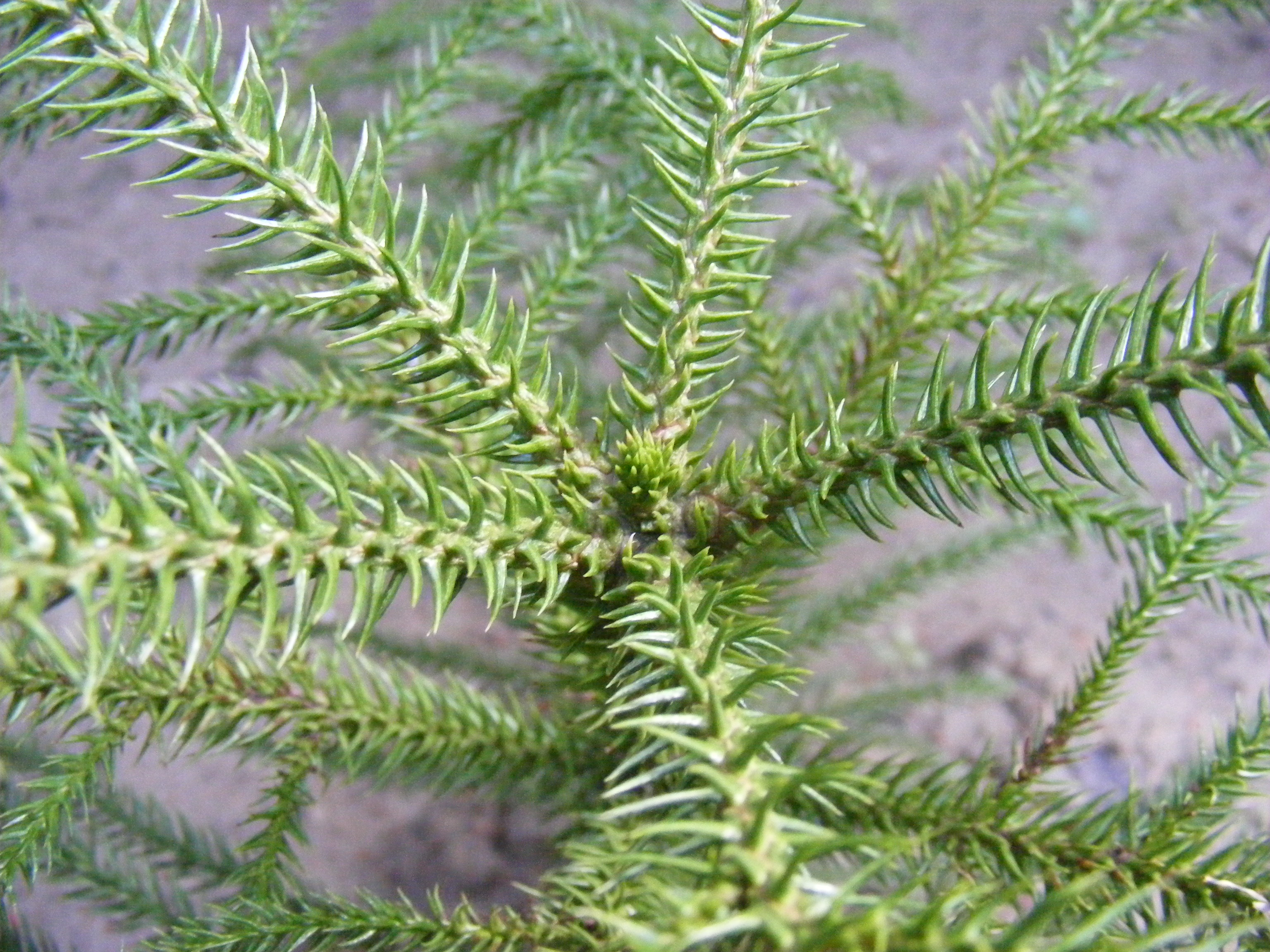
Een jonge Araucaria columnaris uit Calcutta (India) met onderscheidende axiale knop.

De apenboomfamilie (Araucariaceae) is een zeer oude familie van coniferen. Zij bereikten hun maximumdiversiteit tijdens de Jura en het Krijt, toen zij bijna wereldwijd voorkwamen. Aan het eind van het Krijt, toen de dinosauriërs uitstierven, verdwenen de Araucariaceae uit het noordelijk halfrond.

## Kenmerken
Er zijn 41 vandaag levende soorten, in drie geslachten: Agathis (21 soorten), Araucaria (19 soorten) en Wollemia (1 soort). Deze zijn grotendeels beperkt tot de zuidelijke hemisfeer. Op een handvol plekken komen er wel nog soorten uit de familie Araucariaceae voor op de noordelijke hemisfeer, net boven de evenaar. De familie Araucariaceae behoort vermoedelijk tot de Antarctische flora (flora ontstaan op Gondwana). Veruit de grootste diversiteit bestaat in Nieuw-Caledonië, hier zijn 13 soorten uit het geslacht Araucaria endemisch en 5 uit het geslacht Agathis. Ook komen er soorten voor in zuidelijk Zuid-Amerika, Nieuw-Zeeland, Australië, Maleisië en de Filipijnen. Het zijn allemaal groenblijvende bomen, typisch met één enkele boomstam (met Wollemia nobilis als uitzondering, die meerdere stammen vormt) en zeer regelmatige kronen van takken, die er een formele verschijning aan geven.
Verscheidene zijn zeer populaire sierbomen in tuinen in subtropische gebieden. Enkele soorten produceren gewaardeerd hout.
Verscheidene hebben eetbare zaden gelijkend op pijnboompitten, en anderen produceren waardevolle hars. In de bossen waar zij voorkomen, zijn ze gewoonlijk dominante bomen, vaak de grootste soorten in het bos. De grootste is Araucaria hunsteinii, die tot 89 m hoog kan worden (in Nieuw-Guinea). Er zijn verscheidene andere soorten gemeld met lengten tot 65 meter.

## Soorten
- geslacht Agathis
  - Bindang (Agathis dammara, syn: Agathis celebica), Oost-Maleisië
  - Kauri (Agathis australis), Noordereiland (Nieuw-Zeeland)
  - Nieuw Guinea Kauri (Agathis spathulata), Papoea, Nieuw-Guinea
  - Pacifische Kauri (Agathis macrophylla, syn: A. vitiensis), Fiji, Vanuatu en Solomoneilanden
  - Queensland Kauri Agathis robusta, Queensland (Australië) en Nieuw-Guinea
  - Rode Kauri (Agathis corbassonii), Nieuw-Caledonië
  - Stierenkauri (Agathis microstachya), Queensland
  - Witte Kauri (Agathis moorei), Nieuw-Caledonië
  - Zwarte Kauri (Agathis atropurpurea), Queensland
  - Agathis borneensis - West-Maleisië, Borneo
  - Agathis endertii, Borneo
  - Agathis flavescens, Borneo
  - Agathis kinabaluensis, Borneo
  - Agathis labillardieri, Nieuw-Guinea)
  - Agathis lanceolata - (Nieuw-Caledonië)
  - Agathis lenticula - (Borneo)
  - Agathis montana, Nieuw-Caledonië
  - Agathis orbicula, Borneo
  - Agathis ovata, Nieuw-Caledonië
  - Agathis philippinensis, Filipijnen, Sulawesi
  - Agathis silbae, Vanuatu

- geslacht Araucaria
  - Sectie Araucaria
    - Araucaria angustifolia komt voor in Zuidoost-Brazilië, Noordoost-Argentinië.
    - Araucaria araucana komt voor in Centraal-Chili en West-Argentinië.

  - Sectie Bunya
    - Bunya-bunya (Araucaria bidwillii) komt voor in Oost-Australië.

  - Sectie Eutacta
    - Araucaria bernieri komt voor in Nieuw-Caledonië.
    - Araucaria biramulata komt voor in Nieuw-Caledonië.
    - Araucaria columnaris komt voor in Nieuw-Caledonië.
    - Araucaria cunninghamii komt voor in oostelijk Australië, Nieuw-Guinea.
    - Araucaria heterophylla (kamerden) komt voor op Norfolk.
    - Araucaria humboldtensis komt voor in Nieuw-Caledonië.
    - Araucaria laubenfelsii komt voor in Nieuw-Caledonië.
    - Araucaria luxurians komt voor in Nieuw-Caledonië.
    - Araucaria montana komt voor in Nieuw-Caledonië.
    - Araucaria muelleri komt voor in Nieuw-Caledonië.
    - Araucaria nemorosa komt voor in Nieuw-Caledonië.
    - Araucaria rulei komt voor in Nieuw-Caledonië.
    - Araucaria schmidii komt voor in Nieuw-Caledonië.
    - Araucaria scopulorum komt voor in Nieuw-Caledonië.
    - Araucaria subulata komt voor in Nieuw-Caledonië.

  - Sectie Intermedia
    - Araucaria hunsteinii komt voor in Nieuw-Guinea.

- geslacht Wollemia
  - Wollemia nobilis

- geslacht Araucarioxylon (†)
  - Araucarioxylon arizonicum (†)

- geslacht Brachyphyllum (†)

- geslacht Protodammara (†)